# Albert-François Mathys
Albert-François Mathis, né le 1er juillet 1885 à Bruxelles et mort en 11 octobre 1956 à Saint-Gilles, est un peintre belge.

## Biographie
Albert-François Mathis a participé aux ateliers du groupe L'Effort.